# Al-Junusijja
Al-Junusijja (arab. اليونسية) – miejscowość w Syrii, w muhafazie Idlib. W 2004 roku liczyła 1318 mieszkańców.